# Long Night
「Long Night」（ロング・ナイト）は、1986年7月21日にEPIC・ソニー (現・エピックレコードジャパン)より発売された渡辺美里の6枚目のシングル。

## 概要
オリコンシングルチャートで最高11位を記録。
アルバム『Lovin' you』からシングルカットされたシングル。サウンドは岡村靖幸（作曲）、大村雅朗（編曲）によって手掛けられ、作詞は渡辺本人による。また、同曲の詞を見た尾崎豊が、渡辺の作詞に非常に感心したという逸話も残っている。カップリングの「雨よ降らないで」にはコーラスにTM NETWORKが参加。
シングルは当初7インチEP盤のみのリリースだったが、1989年12月1日にシングルCD化された。
なお、シングルバージョンは『Lovin' you』収録バージョンに比べ、サビの部分が短くなっており、演奏時間もトータルで1分近く短くなっている。

## 収録曲
1. Long Night（Edited Version）
作詞: 渡辺美里 / 作曲: 岡村靖幸 / 編曲: 大村雅朗
2. 雨よ降らないで
作詞: 渡辺美里 / 作曲: 小室哲哉 / 編曲: 大村雅朗